# 西格林 (喬治亞州)
西格林（英語：West Green）是位於美國喬治亞州科菲縣的一個非建制地區。該地的面積和人口皆未知。

## 地理
西格林的座標為31°36′47″N 82°44′05″W / 31.61306°N 82.73472°W，而該地的平均海拔高度為79米（即259英尺）。